# Station Kały
Station Kały is een spoorwegstation in de Poolse plaats Kały.